# Cố Mạn
Cố Mạn (Tiếng Trung:顾漫, bính âm: Gù Man), sinh ngày 21 tháng 10 năm 1981 tại Nghi Hưng, tỉnh Giang Tô, Trung Quốc. Cô là một tiểu thuyết gia, nhà văn, nhà biên kịch, biên tập viên người Trung Quốc. Cô tốt nghiệp Đại học Kiểm toán Nam Kinh, từng là biên tập của tạp chí "Tiên độ thụy lạp". Với tiểu thuyết mạng Vy Vy nhất tiếu khuynh thành, cô đã giành giải tác giả xuất sắc nhất tại Liên hoan văn học mạng Trung Quốc.

## Tác phẩm

### Tác phẩm đã xuất bản
| Ngày xuất bản | Tựa đề                            | Tựa đề tiếng Trung | Thể loại           | Nhân vật chính             | Nhà xuất bản                             |
| ------------- | --------------------------------- | ------------------ | ------------------ | -------------------------- | ---------------------------------------- |
| 22-01-2006    | Bên Nhau Trọn Đời                 | 何以笙箫默         | Ngôn tình          | Hà Dĩ Thâm, Triệu Mặc Sênh | Nhà xuất bản Triều Hoa                   |
| 01-08-2009    | Vi Vi Nhất Tiếu Khuynh Thành      | 微微一笑很倾城     | Ngôn tình, Võng du | Tiêu Nại, Bối Vi Vi        | Nhà xuất bản Văn học Nghệ thuật Giang Tô |
| 01-09-2011    | Sam Sam Đến Đây Ăn Nè             | 杉杉来吃           | Ngôn tình          | Tiết Sam Sam, Phong Đằng   | Nhà xuất bản Văn học Nghệ thuật Giang Tô |
| 09-2013       | Tôi Như Ánh Dương Rực Rỡ (Thượng) | 骄阳似我 (上册)    | Ngôn tình          | Nhiếp Hy Quang, Trang Tự   | Nhà xuất bản Văn học Nghệ thuật Hoa Sơn  |
| 06-2019       | Em Là Niềm Kiêu Hãnh Của Anh      | 你是我的荣耀       | Ngôn tình          | Kiều Tinh Tinh, Vu Đồ      | Nhà xuất bản Cửu Châu                    |

### Tác phẩm chưa xuất bản
| Tên tác phẩm                                                               | Tiếng Trung      | Thể loại            | Phong cách | Nhân vật chính               | Tình trạng | Ghi chú             |
| -------------------------------------------------------------------------- | ---------------- | ------------------- | ---------- | ---------------------------- | ---------- | ------------------- |
| Nắng Gắt                                                                   | 烈日骄阳         | Ngôn tình           | Nhẹ nhàng  | Nhiếp Hi Quang, Lâm Tự Sâm   | Hoàn thành |                     |
| Tiểu Bạch Và Tinh Anh                                                      | 小白与精英       | Ngôn tình           | Nhẹ nhàng  | Lục Song Nghi, Chu Ninh Tự   | Hoàn thành |                     |
| Gặp Nhau Trên Cầu Hỷ Thước                                                 | 鹊桥相会         | Ngôn tình, Cổ trang | Chính kịch | Ngưu Lang, Chức Nữ           | Hoàn thành |                     |
| Mỹ Nhân Nhất Tiếu Khuynh Thành (Vi Vi Nhất Tiếu Khuynh Thành Ngoại Truyện) | 美人一笑也倾城   | Ngôn tình           | Nhẹ nhàng  | Mojata, K.O                  | Hoàn thành | bút danh Mẹ Bùn Bùn |
| Cô Gái Hái Hoa Tặc                                                         | 有女好采花       | Điền văn            | Nhẹ nhàng  | Thích Thái, Ninh Thác        | Tạm ngưng  |                     |
| Phi Ngã Khuynh Thành                                                       | 非我倾城         | Ngôn tình           | Chính kịch | Tiêu Tương                   | Tạm ngưng  |                     |
| Chỉ Có Thể Cười                                                            | 可不可以只微笑   | Ngôn tình           | Chính kịch | Hứa Tiểu Lục                 | Tạm ngưng  |                     |
| Hoài Bích Công Chúa                                                        | 怀璧公主         | Ngôn tình, Cổ trang | Chính kịch | Hoài Bích                    | Tạm ngưng  |                     |
| Mối Tình Vượt Thời Dân Quốc                                                | 穿越民国情       | Ngôn tình, Dân quốc | Chính kịch | An Bần                       | Tạm ngưng  |                     |
| Đồ Ngốc! Em Không Phải Em Gái Anh                                          | 笨蛋！你不是我妹 | Ngôn tình           | Chính kịch | chưa rõ                      | Tạm ngưng  |                     |
| Tiểu Thần Tiên                                                             | 小神仙           | Ngôn tình, Cổ trang | Nhẹ nhàng  | Tiểu Thần Tiên, Nghiêm Triệu | Tạm ngưng  |                     |

## Phim chuyển thể
| Thời gian phát hành | Tựa đề                                        | Tựa đề tiếng trung | Chuyển thể từ tác phẩm       | Diễn viên chính                                              | Công ty sản xuất                                |
| ------------------- | --------------------------------------------- | ------------------ | ---------------------------- | ------------------------------------------------------------ | ----------------------------------------------- |
| 08-07-2014          | Sam Sam Đến Rồi                               | 杉杉来了           | Sam Sam Đến Đây Ăn Nè        | Trương Hàn vai Phong Đằng Triệu Lệ Dĩnh vai Tiết Sam Sam     | Thượng Hải Juku Culture Communication Co., Ltd. |
| 10-01-2015          | Bên Nhau Trọn Đời (bản truyền hình)           | 何以笙箫默         | Bên Nhau Trọn Đời            | Chung Hán Lương vai Hà Dĩ Thâm Đường Yên vai Triệu Mặc Sênh  | Thượng Hải Juku Culture Communication Co., Ltd. |
| 20-04-2015          | Bên Nhau Trọn Đời (bản điện ảnh)              | 何以笙箫默         | Bên Nhau Trọn Đời            | Huỳnh Hiểu Minh vai Hà Dĩ Thâm Dương Mịch vai Triệu Mặc Sênh | LeTV Pictures (Bắc Kinh) Co., Ltd.              |
| 12-08-2016          | Yêu Em Từ Cái Nhìn Đầu Tiên (bản truyền hình) | 微微一笑很倾城     | Vi Vi Nhất Tiếu Khuynh Thành | Dương Dương vai Tiêu Nại Trịnh Sảng vai Bối Vi Vi            | Thượng Hải Juku Culture Communication Co., Ltd. |
| 22-08-2016          | Yêu Em Từ Cái Nhìn Đầu Tiên (bản điện ảnh)    | 微微一笑很倾城     | Vi Vi Nhất Tiếu Khuynh Thành | Tỉnh Bách Nhiên vai Tiêu Nại Angelababy vai Bối Vi Vi        | Hoa Sách Ảnh Thị                                |
| 26-07-2021          | Em Là Niềm Kiêu Hãnh Của Anh                  | 你是我的荣耀       | Em Là Niềm Kiêu Hãnh Của Anh | Dương Dương vai Vu Đồ Địch Lệ Nhiệt Ba vai Kiều Tinh Tinh    | Công ty TNHH văn hoá Thượng Hải                 |

## Giải Thưởng
2010: Tác giả xuất sắc nhất, tác phẩm "Vi Vi Nhất Tiếu Khuynh Thành" tại Liên hoan văn học trực tuyến Trung Quốc lần thứ 3 (đoạt giải)
2013: Danh sách tác giả phú hào Trung Quốc - Đạt thứ hạng 44 với tác phẩm "Tôi Như Ánh Dương Rực Rỡ" (đoạt giải)
2016: Danh sách "Nhà văn có ảnh hưởng của năm" dành cho nhà văn phát triển thanh niên (đoạt giải)

## Phong cách văn chương
Phong cách viết của Cố Mạn chủ yếu là những câu chuyện tình yêu ấm áp và lãng mạn, giản dị, tràn đầy không khí thanh xuân mạnh mẽ, mọi nhân vật và mọi tình tiết, từng câu từng chữ của cô luôn phấn đấu để hoàn thiện, tiểu thuyết Cố Mạn đã trở thành cây duy nhất trong thế giới tiểu thuyết lãng mạn.
Từ khi các bộ phim "Sam Sam đến rồi", "Bên nhau trọn đời", "Yêu em từ cái nhìn đầu tiên" được phát sóng, khi các tác phẩm của Cố Mạn được chuyển thể thành phim điện ảnh và truyền hình mức độ nổi tiếng của cô cũng tăng vọt, và hiện tại trở thành một trong những nhà văn lãng mạn nổi tiếng nhất Trung Quốc. Phong cách viết của Cố Mạn chủ yếu là ấm áp và nhẹ nhàng thu hút đọc giả yêu thích, nhưng sự chậm chạp trong cách viết cũng khiến người hâm mộ vừa thương vừa ghét Cố Mạn, chính vì thế cô được đặt cho biệt danh "Rùa Mạn"